# Soleil noir (sèrie de televisió)
Soleil noir és una minisèrie de televisió francesa de thriller i drama criminal que es va estrenar al servei a la carta de Netflix el 9 de juliol de 2025. La primera temporada consta de sis episodis. S'ha subtitulat al català.

## Sinopsi
La sèrie tracta d'una jove mare que fuig després de ser acusada d'assassinar el seu nou cap, que resulta ser el seu veritable pare.

## Repartiment (selecció)
- Amina Ben Ismail - Noor
- Isabelle Adjani
- Simon Ehrlacher
- Guillaume Gouix